# Голубец (посёлок)
Голубец — посёлок в Покровском районе Орловской области России.
Входит в состав Верхососенского сельского поселения.

## География
Расположен в западной части поселения, на речке, впадающей в ручей Синьковец. Заброшен.

## Население
| 2010 |
| ---- |
| 0    |